# Hanul Cantacuzino - Pașcanu
Hanul Cantacuzino - Pașcanu este un monument de arhitectură din județul Iași. A fost construit la începutul secolul al XIX-lea, urmele acestui monument neputând fi depistate în teren. Conform Listei monumentelor istorice din 2015, este amplasat în satul Ceplenița, în timp ce o altă sursă îl atestă la Buhalnița din aceeași comună.